# Insuline aspart
L'insuline aspart, vendue entre autres sous les noms de marque NovoLog , est un type modifié d'insuline médicale utilisée pour traiter le diabète de type 1 et de type 2 . 

## Usage médical
Elle est généralement utilisée par injection sous la peau mais peut également être utilisé par injection dans une veine . L'effet maximal se produit après environ 1 à 3 heures et dure 3 à 5 heures. Généralement, une insuline à action plus longue comme l'insuline NPH est également nécessaire.

## Effets secondaires
Les effets secondaires courants sont l'hypoglycémie, les réactions allergiques, les démangeaisons et la douleur au point d'injection, d'autres effets secondaires graves peuvent inclure un faible taux de potassium dans le sang. L'utilisation pendant la grossesse et l'allaitement est généralement sans danger. Il fonctionne de la même manière que l'insuline humaine en augmentant la quantité de glucose absorbée par les tissus et en diminuant la quantité de glucose produite par le foie. Il s'agit d'une forme fabriquée de l'insuline humaine, dans laquelle un seul acide aminé a été modifié, à savoir une proline avec un acide aspartique à la position B28.

## Histoire et coût
L'insuline asparte a été approuvée pour un usage médical aux États-Unis en 2000. Au Royaume-Uni, elle coûte au NHS environ 1,89 £ pour 100 unités en 2019. Aux États-Unis, le coût de gros de cette quantité est d'environ 30,00 $US, En 2017, il s'agissait du 56e médicament le plus prescrit aux États-Unis, avec plus de 14 millions d'ordonnances, La fabrication fait appel à des levures dans le génome desquelles a été inséré le gène de l'insuline asparte. Ces levures fabriquent ensuite l'insuline, qui est récoltée dans le bioréacteur,